# Revolverlution
Revolverlution – ósmy studyjny album amerykańskiego zespołu hip-hopowego Public Enemy. Został wydany 23 lipca, 2002 roku.
Album zadebiutował na 110. miejscu notowania Billboard 200.

## Lista utworów
1. "Gotta Give the Peeps What They Need" – 3:32
2. "Revolverlution" – 3:01
3. "Uzi" – 1:47
4. "Put It Up" – 3:11
5. "Can a Woman Make a Man Lose His Mind?" – 3:34
6. "Public Enemy Service Announcement #1" – 0:21
7. "Fight the Power - Live" – 3:55
8. "By The Time I Get to Arizona (The Molemen Remix)" – 3:57
9. "Post Concert Arizona" – 1:03
10. "Son of a Bush" – 5:52
11. "54321... Boom" – 4:47
12. "Welcome to the Terrordome - Live" – 3:38
13. "B Side Wins Again (Scattershot Remix)" – 4:54
14. "Get Your Shit Together" – 3:37
15. "Public Enemy Service Announcement #2" – 0:30
16. "Shut 'Em Down (The Functionist Remix)" – 5:28
17. "Now a' Daze" – 3:25
18. "Public Enemy #1 (Jeronimo Punx Remix)" – 4:48
19. "The Making of Burn Hollywood Burn" – 2:46
20. "Give the Peeps What They Need (DJ Johnny Juice Paris Revolverlution Remix)" – 3:30
21. "What Good Is a Bomb" – 6:17

Bonus track
1. "Public Enemy #1 (Dimension Zero Remix)" - 6:12 (Bonus Track Japanese Release)

## Notowania
| Chart (2002)                | Najwyższa pozycja |
| --------------------------- | ----------------- |
| U.S. Billboard 200          | 110               |
| U.S. Top R&B/Hip-Hop Albums | 16                |
| U.S. Independent Albums     | 4                 |